# Christian Hansez
William Gabriel Christian Jules Hansez (ur. 6 maja 1910 w Bastogne, zm. 6 czerwca 1983) – belgijski bobsleista startujący na początku lat trzydziestych. Na igrzyskach w Lake Placid zajął 10. miejsce w dwójkach z Jacques'em Mausem.